# Скіфське золото (золота монета)
«Скі́фське зо́лото» — золота пам'ятна монета номіналом 2 гривні, випущена Національним банком України, присвячена надзвичайно важливому етапу в історії розвитку ювелірного мистецтва на території України — скіфському періоду (VII—III століття до н. е.). Це самобутньє ювелірне мистецтво знайшло відображення в образах тварин, які прикрашали військове спорядження, предмети культу, одяг тощо.
Монету було введено в обіг 26 квітня 2005 року. Відноситься монета до серії «Найменша золота монета».

## Опис монети та характеристики
| Номінал грн. | Метал  | Маса, грам | Діаметр, мм. | Якість виготовлення       | Гурт    | Тираж, штук |
| ------------ | ------ | ---------- | ------------ | ------------------------- | ------- | ----------- |
| 2            | золото | 1,24       | 13,92        | спеціальний анциркулейтед | гладкий | 15 000      |

### Аверс
На аверсі монети в намистовому колі розміщено малий Державний Герб України, над яким — рік карбування монети — 2005; між намистовим колом і кантом монети — кругові написи: «УКРАЇНА» (угорі), «2 ГРИВНІ» (унизу), а також позначення металу, його проби — Au 999,9 (ліворуч), маса — 1,24 та логотип Монетного двору Національного банку України (праворуч).

### Реверс

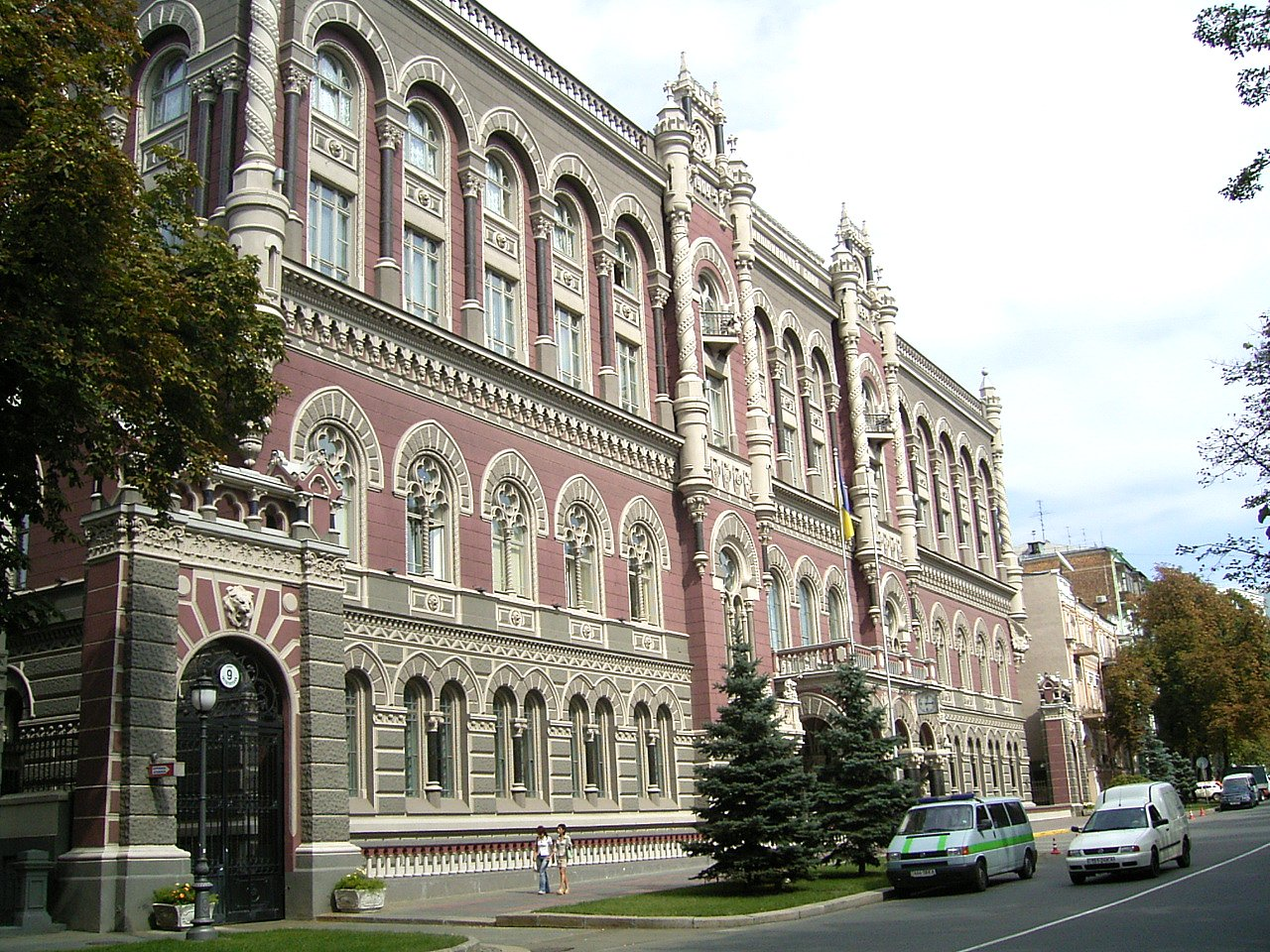
Будівля Національного банку України

На реверсі монети зображено золоту бляшку у вигляді рельєфної профільної фігури скіфського вершника, знайдену у 1830 році під час археологічних розкопок кургану Куль-Оба поблизу міста Керч, та внизу півколом розміщено напис «СКІФСЬКЕ ЗОЛОТО».

## Автори
- Художник — Дем'яненко Володимир (аверс), Груденко Борис (реверс).
- Скульптор — Дем'яненко Володимир, Чайковський Роман.

## Вартість монети
Ціна монети — 190 гривень була вказана на сайті Національного банку України в 2005 році.
Фактична приблизна вартість монети, з роками змінювалася так:
| Рік        | 2010  | 2011  | 2012  | 2013  | 2014 | 2015  | 2016  | 2017  | 2018  | 2019  | 2020  | 2021  | 2022  | 2023  | 2024   | 2025   |
| ---------- | ----- | ----- | ----- | ----- | ---- | ----- | ----- | ----- | ----- | ----- | ----- | ----- | ----- | ----- | ------ | ------ |
| Ціна, грн. | 1 000 | 1 000 | 1 000 | 1 300 | 850  | 1 800 | 1 600 | 2 100 | 2 150 | 2 150 | 2 200 | 3 100 | 3 700 | 4 800 | 12 500 | 17 000 |